# Wargówko
Wargówko (dodatkowa nazwa w j. kaszub. Wargówkò; niem. Neu Vargow) – kolonia kaszubska w Polsce, położona w województwie pomorskim, w powiecie bytowskim, w gminie Czarna Dąbrówka. Wchodzi w skład sołectwa Wargowo.
W latach 1975–1998 kolonia administracyjnie należała do województwa słupskiego.